# تور جهانی دوباره برقص
تور جهانی دوباره برقص (انگلیسی: Dance Again World Tour) نخستین تور کنسرت جهانی توسط خواننده آمریکایی جنیفر لوپز بود. تور شامل ترانه‌های وابسته به دوباره برقص... محبوب‌ها (۲۰۱۲) بود. این تور در ۱۴ ژوئن ۲۰۱۲ در پاناماسیتی آغاز شد و در ۲۲ دسامبر ۲۰۱۲ در سان خوآن به پایان رسید.